# Școala de sperieturi a lui Casper
Școala de sperieturi a lui Casper (engleză Casper's Scare School) este un film de televiziune american animat generat de computer din 2006 avându-l în distribuție pe Casper, fantoma prietenoasă. A fost produs de Harvey Entertaiment și realizat de Classic Media și a avut premiera pe 20 octombrie 2006. Un serial de animație cu același nume a fost produs în 2009, având două sezoane. Mai există și un joc video bazat pe film, de asemenea cu același nume.
În România filmul a avut premiera pe canalul Cartoon Network, pe data de 9 decembrie 2007, urmând ca apoi să se difuzeze și pe Boomerang pe data de 19 noiembrie 2011.

## Rezumat
Datorită faptului că este prea prietenos și jucându-se cu un băiat pe nume Jimmy, regele lumii de dincolo Kibosh îl pune pe Casper într-o școală de sperieturi condusă de monstrul cu două capete Alder și Dash. Acolo Casper se împrietenește cu Ra, o mumie cu probleme de deșirare și Mantha, o fată zombie care îi cad tot timpul părțile corpului. Când cei trei descoperă planul monstrului cu două capete de a folosi o poțiune de petrificare care să îl transforme pe Kibosh în stană de piatră și să cucerească lumea de dincolo și orașul Isprăvilor (lumea reală unde Jimmy locuiește), aceștia trebuie neapărat să îi oprească.

## Legături externe
- Școala de sperieturi a lui Casper la Internet Movie Database